# Knights de Fairleigh Dickinson
Les Knights de Fairleigh Dickinson (en anglais : Fairleigh Dickinson Knights) sont un club omnisports universitaire de l'Université Fairleigh-Dickinson dans le New Jersey.

## Histoire
Lors de la March Madness 2023, l'équipe masculine de basket-ball devient la deuxième équipe classée tête de série no 16 à éliminer une tête de série no 1 (les Boilermakers de Purdue) sur le score de 63 à 58.